# Diplotaxis sordida
Diplotaxis sordida är en skalbaggsart som beskrevs av Thomas Say 1825. Diplotaxis sordida ingår i släktet Diplotaxis och familjen Melolonthidae. Inga underarter finns listade i Catalogue of Life.